# 尾崎庄太郎
尾崎 庄太郎（おざき しょうたろう、1906年 - 1991年）は、日本の評論家、中国評論家。

## 来歴
徳島県生まれ。東亜同文書院卒業。南満州鉄道調査部勤務ののち、中国国内で反戦運動を行うが、日本の敗戦後、旧法下で思想犯として懲役十年の判決を受け下獄、しかし1945年10月釈放。
46年中国研究所の創立メンバーとなり、論文・翻訳を発表。『毛沢東選集』の翻訳を行う。はじめ尾崎五郎の名を用いた。文化大革命以後は、中共礼讃から離れてほぼ沈黙、80年代に入り、民主化運動を支持する方向へ向かった。

## 著書
- 支那の工業機構 尾崎五郎 白揚社 1939
- 支那工業の発達 中央公論社 1941 (東亜新書)
- 中共の農業政策 世界書院 1949
- 学習の理論と実際 中国の経験にまなぶ ハト書房 1953
- 実践論矛盾論入門 1963 (青木新書)
- 中国民主活動家の証言 魏京生裁判の記録 日中出版 1980.5
- 徘徊 一中国研究家の回想 日中出版 1981.9
- われ、一粒の麦となりて 日中戦争の時代に生きた中国研究家の回想 結書房 2007.4

## 共編著
- 新中国の対日貿易策 米沢秀夫共著 五月書房 1949
- 中共はどうして勝利したか 菊地三郎共著 人民戰線社 1949.2 (中国革命研究資料)
- 新中国の経済建設 岩村三千夫共著 東洋経済新報社 1950
- 新中国の愛と結婚 門田昌子共著 和光社 1955 (青春選書)

## 翻訳
- 毛沢東選集 第1 持久戦論 人民社 1946
- 実践論とその学習 毛沢東 中国資料社 1951
- 実践論・矛盾論 毛沢東 国民文庫社 1952 (国民文庫
- 人間革命 中国知識人の思想改造 梁漱溟 安藤彦太郎共訳 中国研究所 1952.3
- 社会科学の基本知識 胡縄他 新科学社 1953
- 中国共産党の三十年 胡喬木 国民文庫社 1953 (国民文庫
- スターリン論文学習辞典 学習雑誌社資料室編 1953 (国民文庫)
- 社会発展略史 続 山東人民出版社  五月書房 1953
- 毛沢東選集 別巻 第3 三一書房 1954
- 社会発展略史 続々 解放社編集部編 五月書房 1954
- 入門社会科学 胡縄,于光遠,王恵徳 和光社 1954
- スターリン経済学論文の学習 千家駒 1955 (青木文庫)
- 物の考え方学び方 薛暮橋 改訂版 駿台社 1955
- 社会科学講話 第1-2冊 胡縄,于光遠,王恵徳 1956 (国民文庫)
- 文芸講話 毛沢東 1956 (青木文庫)
- 劉少奇主要著作集 全4巻 浅川謙次共訳 三一書房 1959-60
- 毛沢東戦後著作集 浅川謙次共訳 三一書房 1959
- 劉少奇の悲劇 編訳 日中出版 1980.9

## 参考
- 遺著の紹介文